# Harmony (Indiana)
Harmony város az Amerikai Egyesült Államok Indiana államában, Clay megyében. Lakosainak száma 677 fő (2020. április 1.).

## Története
Harmonyt 1864-ben alapították, bár a helyszínen már régóta egy kis település állt.

## Népesség
A település népességének változása:

| 2010 | 656 |
| 2020 | 677 |